# 독일 표준화 협회

독일 표준화 협회의 로고.

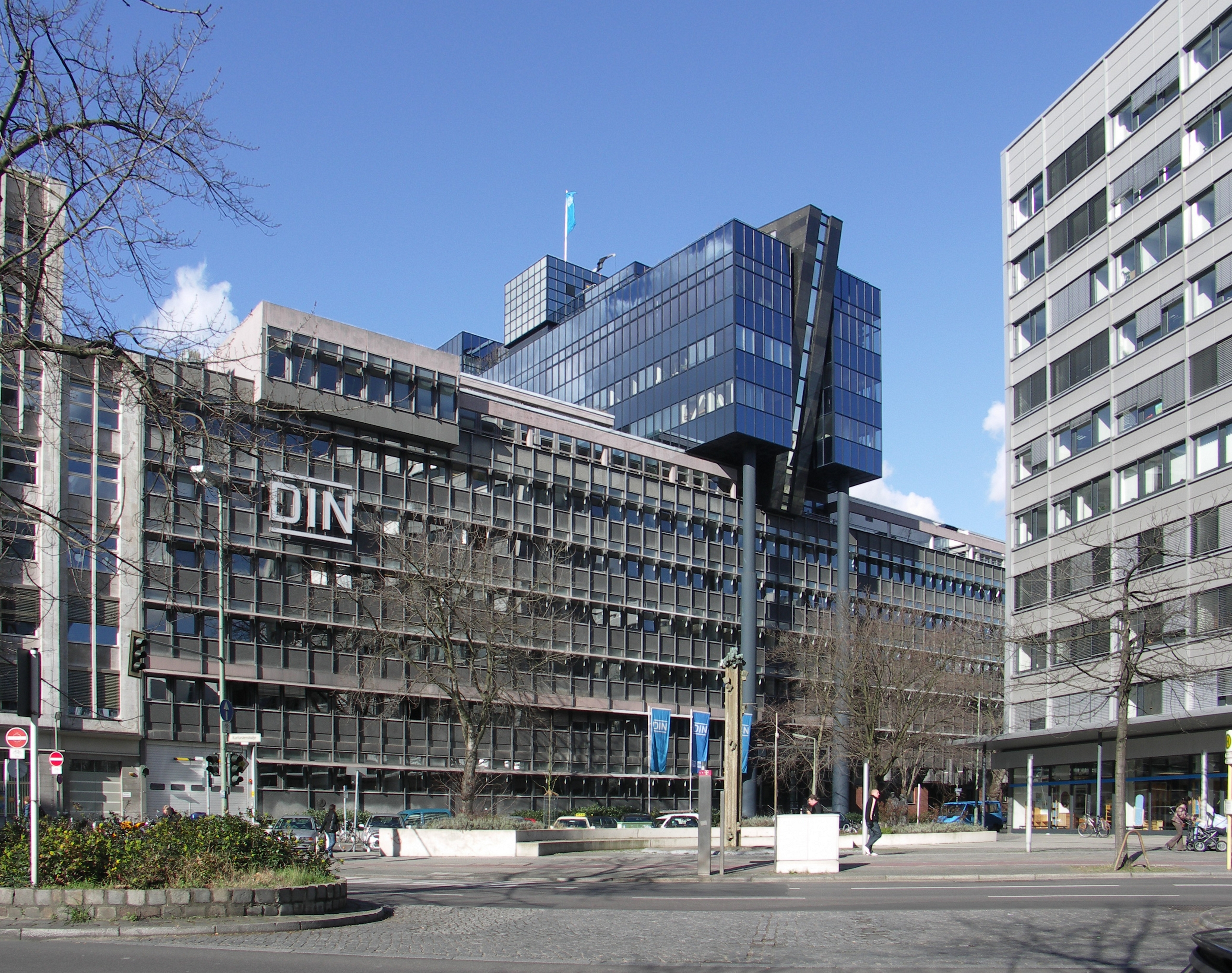
독일 베를린에 위치한 독일 표준화 협회의 본사 건물.

독일 표준화 협회(독일어: Deutsches Institut für Normung e.V., 줄여서 DIN, 영어: German Institute for Standardization)는 독일의 표준화 단체로서, 독일 베를린에 본사를 둔 독일 등록 협회(Registered German Association (e. V.))이고, ISO의 일원이다. 
1917년에 설립되었는데, 당시의 명칭은 독일 산업 표준화 위원회(독일어: Normenausschuss der deutschen Industrie, 줄여서 NADI, 영어: Standardisation Committee of German Industry)였다. 
1926년 명칭을 독일 표준화 위원회(독일어: Deutscher Normenausschuss, 줄여서 DNA, 영어: German Standardisation Committee)로 바꾸었는데, 이 단체가 산업 제품뿐 아니라 수많은 분야에 표준화 작업을 기여하고 있었기 때문이었다.
1975년부터는 지금의 명칭을 사용하고 있고, 독일 정부는 국제 사회에서 독일의 국가표준에 관해 대표하는 공식 기관으로 지정했다.

## 독일 산업 표준 (DIN)
DIN은 이 기관의 명칭 약자일 뿐만 아니라, 이 협회가 제정한 독일 산업 표준(독일어: Deutsche Industrienorm, 줄여서 DIN, 영어: German Industry Standard)의 약칭으로도 쓰인다. DIN 레일, DIN 단자, 미니 DIN 등은 오늘날 세계적으로 널리 쓰이는 표준이다. 약 30만개의 DIN 표준들이 있으며 거의 모든 기술 분야에서 사용되고 있다. 가장 잘 알려져 있으면서도 맨 처음에 나온 것들 가운데 하나인 DIN 476으로, 1922년에 A 크기의 종이 크기를 도입한 표준이 되었으며 1975년에 국제 표준 ISO 216에 채택되었다.

## DIN 표준 표기
- DIN #은 국가적으로 중요하면서도 국제 지위적으로 첫 단계에 올라선 독일 표준에 쓰인다. E DIN #은 초안 설계를, DIN V #는 예비 표준을 가리킨다.
- DIN EN #은 유럽 표준의 독일판에 쓰인다.
- DIN ISO #은 ISO 표준의 독일판에 쓰인다.
- DIN EN ISO #는 표준이 유럽 표준에 채택된 경우에 쓰인다.

## DIN 표준의 예
- DIN 476: A4, B5 등 종이 크기에 대한 표준으로 현재 ISO 216 또는 DIN EN ISO 216이 되었다.
- DIN 946
- DIN 1451: 독일 철도아 교통 표지판에 사용되는 글꼴
- DIN 31635
- DIN 72552

## 같이 보기
- 표준 데이터 모델
- 감광 속도